# تشارلز موير
تشارلز موير (بالإنجليزية: Charles Moir)‏ هو لاعب كرة قاعدة أمريكي، ولد في عقد 1930 في فرانسيسكو، كارولينا الشمالية ‏ في الولايات المتحدة.

## روابط خارجية
- تشارلز موير على موقع كلية كرة السلة في سبورتس رفرنس.كوم (الإنجليزية)
- تشارلز موير على موقع قاعة فرجينيا للمشاهير الرياضية (الإنجليزية)